# IC 1623
IC 1623 = Arp 236 ist ein wechselwirkendes Galaxienpaar im Sternbild Walfisch südlich des Himmelsäquator, das schätzungsweise 269 Millionen Lichtjahre von der Milchstraße entfernt ist. Das System befindet sich im Endstadium der Verschmelzung. 
Halton Arp gliederte seinen Katalog ungewöhnlicher Galaxien nach rein morphologischen Kriterien in Gruppen. Diese Galaxie gehört zu der Klasse Galaxien mit Anzeichen für eine Aufspaltung. 
Das Objekt wurde am 19. November 1897 von dem US-amerikanischen Astronomen Lewis A. Swift entdeckt.

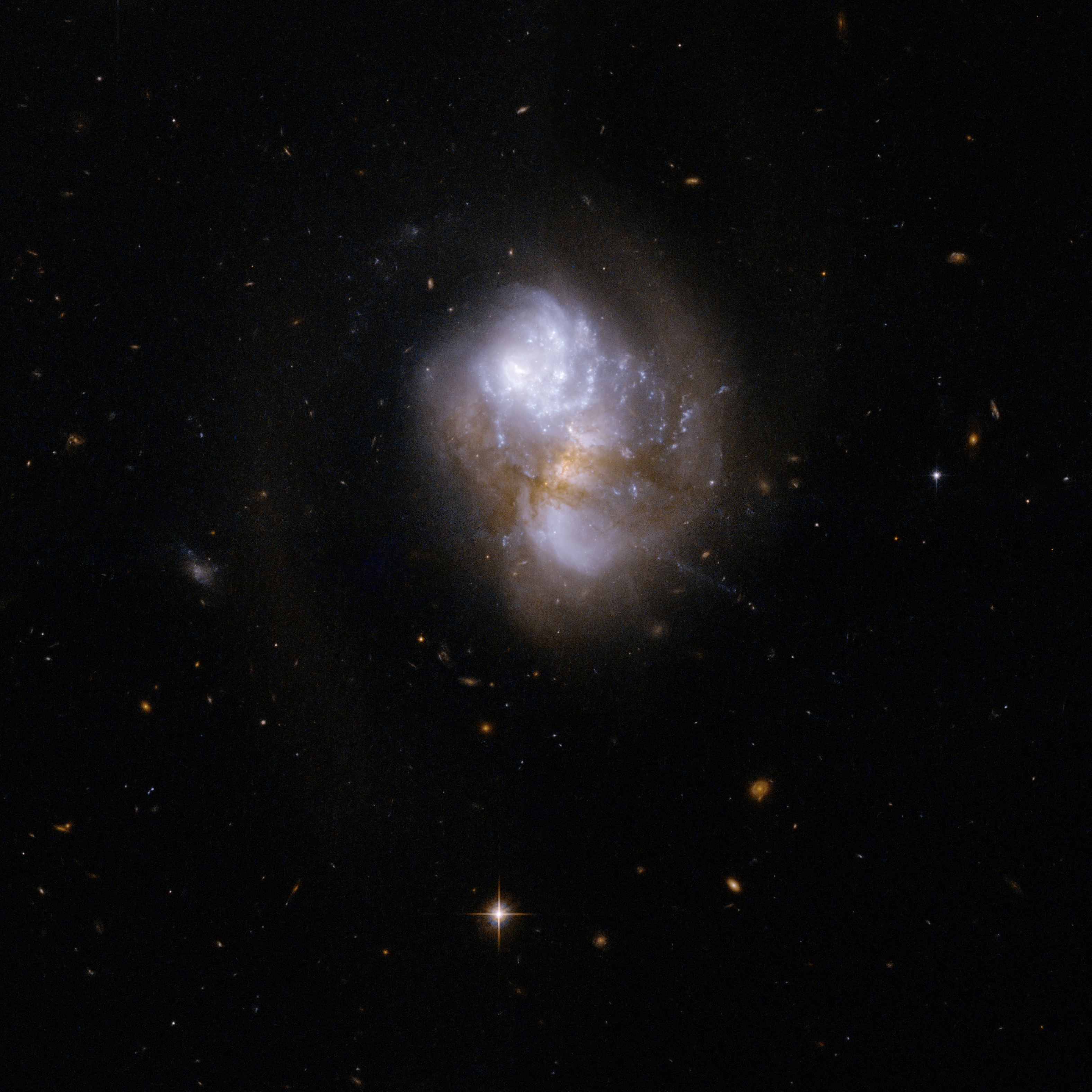
Das Galaxienpaar aufgenommen vom Hubble-Weltraumteleskop